# Efecte pogo

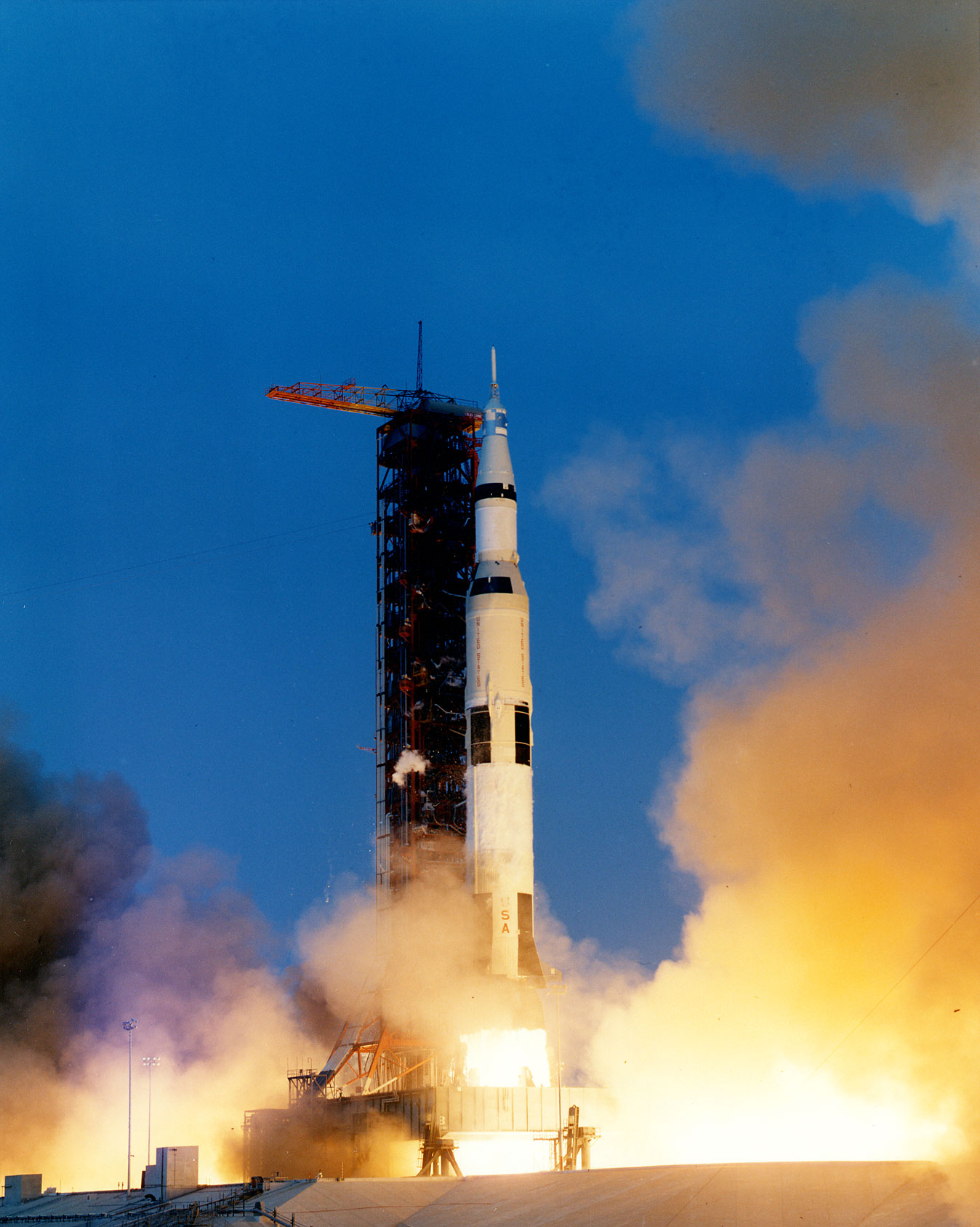
Durant el llançament de la missió Apollo 13, el motor J-2 central del segon tram del Saturn V s'apagà a causa d'oscil·lacions pogo.

L'efecte pogo o oscil·lació pogo és l'oscil·lació violenta de motors de coet a causa de canvis sobtats en el forniment de propel·lent.
Avui en dia, l'oscil·lació és esmorteïda per amortidors mecànics a la conducció de l'oxigen líquid (LOX), però no a la conducció de l'hidrogen líquid, respectivament el comburent i combustible dels coets de combustible líquid Saturn V i del transbordador espacial.
El cas més conegut d'oscil·lacions pogo amb danys es produí en el motor central del segon tram durant la missió Apollo 13, durant el seu ascens vers l'òrbita d'aparcament terrestre.